# Boehmia tuberosa
Boehmia tuberosa is een zeespin uit de familie Ascorhynchidae. De soort behoort tot het geslacht Boehmia. Boehmia tuberosa werd in 1902 voor het eerst wetenschappelijk beschreven door Möbius. 